# Ivándi Ferenc
Ivándi Ferenc, családi nevén Izsák (Marosvásárhely, 1909. november 5. – Temesvár, 1982. december 14.) erdélyi magyar műfordító, kritikus, művészeti író. Izsák Sámuel és Bálint-Izsák László testvére.

## Életútja
Középiskolát szülővárosa Református Kollégiumában és a temesvári Zsidó Líceumban végzett, a franciaországi Grenoble egyetemén kereskedelemtudományi diplomát szerzett (1929). Temesvárt a Magyar Általános Hitelbank helyi fiókjánál, majd a Gyapjúipar Rt.-nél s az Azur Festékgyárnál volt tisztviselő.
Cikkeit, kritikáit, tanulmányait s nyelvművelő jegyzeteit a Szabad Szó és a  Bánsági Írás közölte. Nagyobb tanulmánya jelent meg a Bánsági Üzenet című antológiában (Temesvár, 1957) a Bánát tartományi képzőművészet II. világháború  utáni fejlődéséről s a Bánáti Tükör című antológiában (Temesvár, 1961) Endre Károly költészetéről. Elbeszéléseket, novellákat és regényrészleteket fordított románból és franciából magyar nyelvre a Bánsági Írás és Szabad Szó számára.